# D-44
Pháo dã chiến cấp sư đoàn D-44 85 mm (tiếng Nga: 85-мм дивизионная пушка Д-44) là một loại pháo do Liên Xô sản xuất và đưa vào sử dụng từ cuối Thế chiến thứ hai. Được thiết kế để thay thế pháo ZiS-3 76 mm. Hiện nay pháo không còn trong biên chế của Lực lượng Vũ trang Liên bang Nga nhưng còn được sử dụng ở nhiều quốc gia khác. Trong Chiến tranh Việt Nam D-44 được Quân đội Nhân dân Việt Nam sử dụng tích cực và cả trong quân đội các quốc gia Ả Rập trong các cuộc xung đột với Israel.

## Tổng quát
D-44 được thiết kế từ năm 1943 tại nhà máy quốc phòng số 9 "Uralmash" và bắt đầu đi vào sản xuất năm 1944. Mã định danh của GRAU là 52-P-367. SD-44 là phiên bản sản xuất năm 1950 với máy kéo phụ trợ và hộp đạn 10 viên theo mỗi súng nhằm trang bị cho lực lượng đổ bộ đường không của Liên Xô (VDV) từ năm 1954 với khoảng 697 khẩu được sản xuất. D-44N là phiên bản sản xuất năm 1960 với kính ngắm hồng ngoại APN 3-7. Trung Quốc nhận được một số khẩu D-44 trong Chiến tranh Triều Tiên và bắt đầu tự sản xuất vào đầu những năm 1960. Ba Lan cũng thiết kế một phiên bản với hệ thống điều khiển bán điện từ vào đầu những năm 1980 với tên D-44M và D-44MN.
Nòng pháo được thiết kế lại dựa trên nòng của xe tăng T-34-85 và có thể bắn các loại đạn như đạn trái phá (HE), đạn xuyên giáp bằng cỡ (AP), và đạn nổ lõm (HEAT). Đạn dưới cỡ kiểu (loại đạn có đường kính đầu đạn nhỏ hơn thân) BR-365P HVAP-T (high velocity armor-piercing-tracer- Đạn xuyên giáp dưới cỡ tốc độ cao có vạch đường) có thể xuyên 100 mm giáp ở cự ly 1000 m với góc tới 90 độ, đạn BR-367P HVAP-T cũng có thể xuyên 180 mm ở điều kiện tương tự. Đạn trái phá được sử dụng chủ yếu ở D-44 là O-365K HE nặng 9.5 kg và chứa 741 g TNT ở đầu đạn. Đạn nổ lõm BK-2M HEAT-FS (fin-stabilized - có cánh ổn định) có thể xuyên 300 mm thép đồng nhất. Các đạn HEAT của Trung Quốc sử dụng cho pháo Type 56 có tầm bắn tối đa 976 m và xuyên được 100 mm giáp đồng nhất với góc tới 65 độ.
Pháo dùng lốp bánh đỡ của xe GAZ-AA, thường được kéo bởi xe tải ZIL-157 hoặc URAL-375D, Ya-12 với tốc độ trung bình 20–25 km/h trên đường nhựa, hoặc 11 km/h với địa hình đồi núi, tốc độ tối đa là khoảng 55 km/h. SD-44 thì lại có máy kéo M-72 có công suất 14 hp có thể kéo súng với tốc độ 25 km/h.
Súng có thể lắp nhiều loại kính khác nhau, ở Liên Xô thì nó được lắp loại OP-2-7 với độ phóng đại 5,5x. Trong điều kiện tầm nhìn tốt, súng có thể ngắm rõ mục tiêu ở khoảng cách 1.500 m.
| Bảng so sánh D-44 và các pháo tương đương                                                          |                                          |                     |
| Đạn trái phá và tầm bắn                                                                            |                                          |                     |
| Tên                                                                                                | Khối lượng đạn và khối lượng đầu nổ (kg) | Tầm bắn xa nhất (m) |
| 85 mm D-44 (O-365K)                                                                                | 9.5 (0.74)                               | 15,650              |
| 25 Pounder Mk II (HE Mk. I D)                                                                      | 11.33 (0.82)                             | 12,253              |
| 8.8 cm FlaK 18 (SprGr L4.5)                                                                        | 9.4 (0.87)                               | 14,815              |
| 90 mm M3 (M71)                                                                                     | 10.64 (0.93)                             | 17,337              |
| Nguồn lấy từ Janes (1982), The American Arsenal, German Artillery of World War Two, và tarrif.net. |                                          |                     |

## Sản xuất
Sản xuất từ năm 1945-1953 ở Liên Xô, D-44 đóng vai trò vừa là pháo chống tăng, vừa là pháo hỗ trợ hỏa lực sát thương bộ binh. Trong những năm 1948-1950, hơn 2.000 khẩu D-44 được sản xuất mỗi năm. Một pháo 85 mm khác được sản xuất sau khi D-44 dừng dây chuyền là pháo chống tăng D-48. D-48 nòng dài hơn D-44 gần 1 m và dễ phân biệt ở phần loa che lửa đầu nòng. D-48 là phiên bản pháo chống tăng được thiết kế thay cho pháo chống tăng BS-3 100 mm chứ không phải thay cho D-44 như nhiều người lầm tưởng, đến năm 1962, D-48 cũng bị thay thế bởi pháo chống tăng T-12. Giá của pháo D-44 sau này cũng được dùng trên BM-14. Từ thập niên 1960, sự ra đời của DKZ và tên lửa chống tăng đã dần thay thế D-44. VDV Liên Xô sau này sử dụng các tổ hợp tên lửa chống tăng và DKZ SPG-9 thay cho D-44 ở nhiệm vụ chống tăng, lựu pháo thả dù D-30 122mm thay thế nhiệm vụ yểm trợ hỏa lực.

## Lịch sử hoạt động

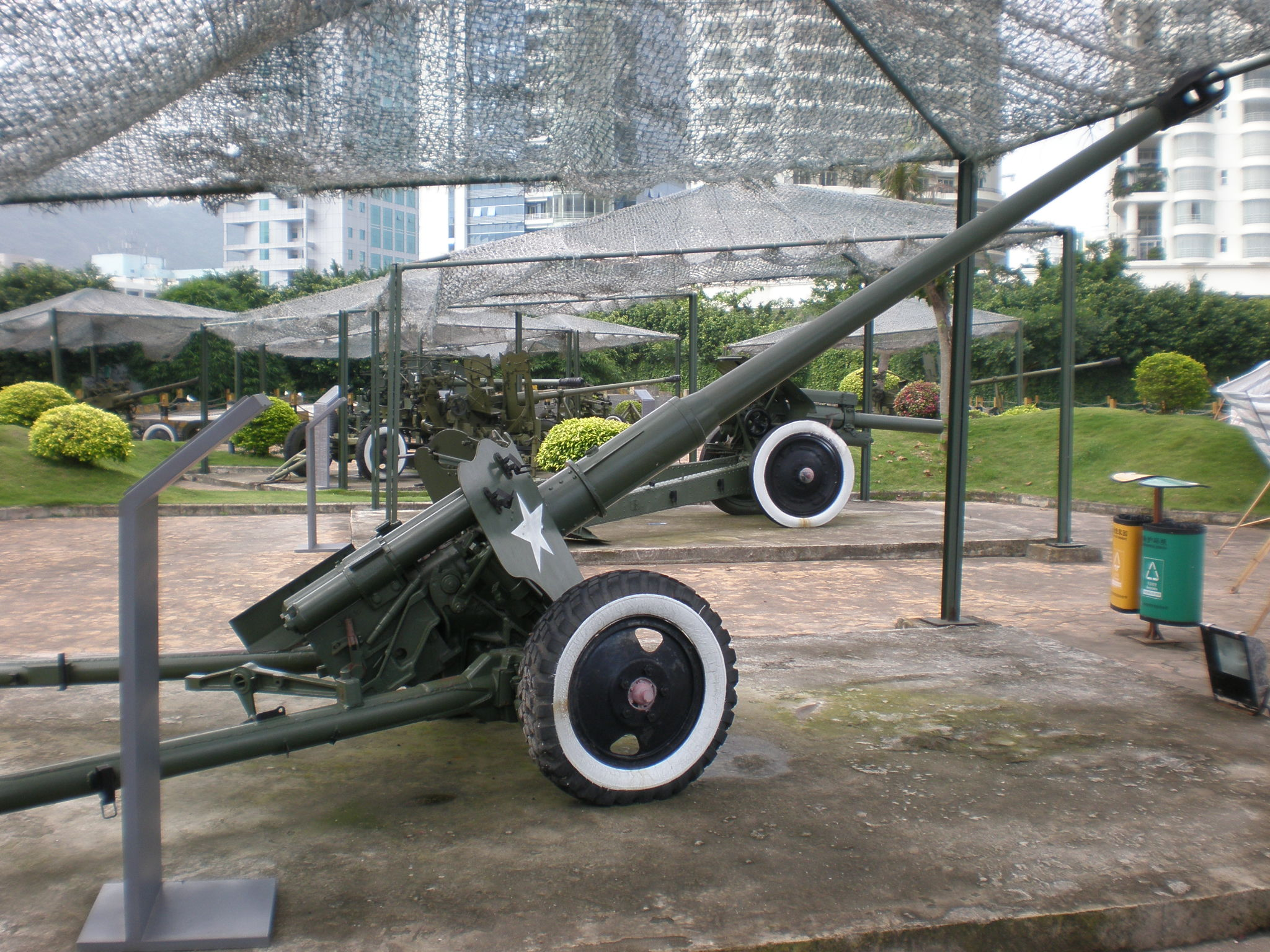
Type 56, phiên bản D-44 của Trung Quốc

Từ những năm 1950, D-44 được sử dụng rộng rãi tại các quốc gia thành viên Khối Warsaw. Đông Đức sử dụng SD-44 từ năm 1958. Cho đến khi nước Đức thống nhất thì chúng bị loại biên. Trong các cuộc chiến giữa các quốc gia Ả Rập và Israel, D-44 được sử dụng rất nhiều, một số bị Israel bắt và mang về trưng bày. Trong Chiến tranh Việt Nam, D-44 được sử dụng rất nhiều trong các đơn vị pháo binh Quân đội Nhân dân Việt Nam, nhiều đơn vị tự vệ miền biển cũng sử dụng D-44 để đấu pháo với tàu hải quân Hoa Kỳ. Giai đoạn 1966-1968, theo thống kê chính thức của Hải quân Mỹ, tuy không có tàu nào bị bắn chìm, nhưng pháo bờ biển miền Bắc Việt Nam, được cấu thành chủ yếu từ các đại đội và dân quân pháo bờ biển D-44, đã bắn cháy và gây hư hại nặng cho ít nhất 19 tàu các loại. Một số quốc gia hiện còn sử dụng D-44 là Albania, Algérie, Bulgaria, Campuchia, Trung Quốc, Cuba, Ai Cập, Gruzia, Guinea, Guinea-Bissau, Hungary, Iran, Iraq, Bắc Triều Tiên, Lào, Mali, Maroc, Mozambique, Ba Lan, Romania, Somalia, Sri Lanka, Sudan, Syria, Việt Nam và Zambia 